# Dilobopterus cynthia
Dilobopterus cynthia är en insektsart som beskrevs av Fowler 1899. Dilobopterus cynthia ingår i släktet Dilobopterus och familjen dvärgstritar. Inga underarter finns listade i Catalogue of Life.